# Campeonato Paulista de Voleibol Masculino de 2021
O Campeonato Paulista de Voleibol Masculino de 2021 é a 49ª edição desta competição organizada pela Federação Paulista de Volleyball. Iniciado em 20 de setembro até 17 de outubro.

## Participantes
| Equipe               | Cidade              | Em 2020   | Títulos |
| -------------------- | ------------------- | --------- | ------- |
| Volei Renata         | Campinas            | 1º        | 1       |
| Sesi São Paulo       | São Paulo           | 5º        | 4       |
| Farma Conde São José | São José dos Campos | 3º        | -       |
| Vôlei Guarulhos      | Guarulhos           | 4º        | -       |
| Climed/Atibaia       | Atibaia             | 5º (2019) | -       |
| Vôlei Futuro         | Araçatuba           | ?º (2012) | 1       |
| Suzano Esporte Clube | Suzano              | ?º (2008) | 10      |
| Iacanga/RH Fitness   | Iacanga             | estreante | -       |

## Forma de disputa
Na primeira fase as oito equipes jogaram entre si em turno único. As quatro melhores equipes avançaram para as semifinais, já as duas equipes vencedoras desta fase passaram para a final do campeonato, com disputa do set de ouro em caso de empate.
A classificação foi gerida da seguinte forma:
1. Maior número de partidas ganhas.
2. Maior número de pontos obtidos, que são concedidos da seguinte forma:
  - Partida com resultado final 3-0: 5 pontos para o vencedor e 0 pontos para o perdedor.
  - Partida com resultado final 3-1: 4 pontos para o vencedor e 1 pontos para o perdedor.
  - Partida com resultado final 3-2: 3 pontos para o vencedor e 2 pontos para o perdedor.
3. Proporção entre pontos ganhos e pontos perdidos (razão de pontos).
4. Proporção entre os sets ganhos e os sets perdidos (relação Sets).
5. Se o empate persistir entre duas equipes, a prioridade é dada à equipe que venceu a última partida entre as equipes envolvidas.
6. Se o empate persistir entre três equipes ou mais, uma nova classificação será feita levando-se em conta apenas as partidas entre as equipes envolvidas.

## Primeira fase
Classificação da primeira fase.
Grupo A
|     |                        |     | Jogos | Jogos | Jogos | Resultados | Resultados | Resultados | Resultados | Resultados | Resultados | Sets | Sets | Sets | Pontos | Pontos | Pontos |
| Pos | Equipe                 | Pts | T     | V     | D     | 3–0        | 3–1        | 3–2        | 2–3        | 1–3        | 0–3        | V    | P    | R    | V      | P      | R      |
| --- | ---------------------- | --- | ----- | ----- | ----- | ---------- | ---------- | ---------- | ---------- | ---------- | ---------- | ---- | ---- | ---- | ------ | ------ | ------ |
| 1   | Volei Renata           | 0   | 0     | 0     | 0     | 0          | 0          | 0          | 0          | 0          | 0          | 0    | 0    | MAX  | 0      | 0      | MAX    |
| 2   | Sesi São Paulo         | 0   | 0     | 0     | 0     | 0          | 0          | 0          | 0          | 0          | 0          | 0    | 0    | MAX  | 0      | 0      | MAX    |
| 3   | Climed/Atibaia         | 0   | 0     | 0     | 0     | 0          | 0          | 0          | 0          | 0          | 0          | 0    | 0    | MAX  | 0      | 0      | MAX    |
| 4   | Farma Conde São José   | 0   | 0     | 0     | 0     | 0          | 0          | 0          | 0          | 0          | 0          | 0    | 0    | MAX  | 0      | 0      | MAX    |
| 5   | Vôlei Guarulhos        | 0   | 0     | 0     | 0     | 0          | 0          | 0          | 0          | 0          | 0          | 0    | 0    | MAX  | 0      | 0      | MAX    |
| 6   | Vôlei Futuro/Araçatuba | 0   | 0     | 0     | 0     | 0          | 0          | 0          | 0          | 0          | 0          | 0    | 0    | MAX  | 0      | 0      | MAX    |
| 7   | Iacanga/RH Fitness     | 0   | 0     | 0     | 0     | 0          | 0          | 0          | 0          | 0          | 0          | 0    | 0    | MAX  | 0      | 0      | MAX    |
| 8   | Suzano Esporte Clube   | 0   | 0     | 0     | 0     | 0          | 0          | 0          | 0          | 0          | 0          | 0    | 0    | MAX  | 0      | 0      | MAX    |

| Data   | Hora  |                        | Placar |                        | Set 1 | Set 2 | Set 3 | Set 4 | Set 5 | Total   | Relatório |
| ------ | ----- | ---------------------- | ------ | ---------------------- | ----- | ----- | ----- | ----- | ----- | ------- | --------- |
| 20 ago | 18:00 | Vôlei Guarulhos        | 3–0    | Vôlei Futuro/Araçatuba | 25–13 | 25–19 | 29–27 |       |       | 79–59   | Relatório |
| 20 ago | 18:00 | Sesi São Paulo         | 3–0    | Iacanga/RH Fitness     | 25–22 | 25–11 | 25–15 |       |       | 75–48   | Relatório |
| 25 ago | 19:30 | Volei Renata           | 3–1    | Climed/Atibaia         | 22–25 | 25–19 | 25–16 | 25–20 |       | 97–80   | Relatório |
| 27 ago | 18:00 | Sesi São Paulo         | 3–1    | Climed/Atibaia         | 25–19 | 22–25 | 26–24 | 25–21 |       | 98–89   | Relatório |
| 27 ago | 18:00 | Iacanga/RH Fitness     | 0–3    | Vôlei Guarulhos        | 12–25 | 16–25 | 21–25 |       |       | 49–75   | Relatório |
| 27 ago | 19:00 | Vôlei Futuro/Araçatuba | 0–3    | Farma Conde São José   | 21–25 | 20–25 | 19–25 |       |       | 60–75   | Relatório |
| 28 ago | 19:00 | Suzano Esporte Clube   | 3–2    | Volei Renata           | 25–22 | 25–23 | 18–25 | 18–25 | 15–13 | 101–108 | Relatório |
| 3 set  | 18:00 | Climed/Atibaia         | 1–3    | Suzano Esporte Clube   | 25–23 | 17–25 | 21–25 | 22–25 |       | 85–98   | Relatório |
| 3 set  | 18:00 | Vôlei Guarulhos        | 3–0    | Sesi São Paulo         | 25–20 | 26–24 | 25–18 |       |       | 76–62   | Relatório |
| 3 set  | 19:00 | Volei Renata           | 3–1    | Vôlei Futuro/Araçatuba | 25–22 | 26–28 | 25-17 | 25–20 |       | 101–70  | Relatório |
| 4 set  | 18:00 | Farma Conde São José   | 3–1    | Iacanga/RH Fitness     | 23–25 | 25–14 | 25–18 | 26-24 |       | 99–57   | Relatório |
| 10 set | 18:00 | Sesi São Paulo         | 1–3    | Farma Conde São José   | 25–23 | 21–25 | 18–25 | 21–25 |       | 85–98   | Relatório |
| 10 set | 19:00 | Iacanga/RH Fitness     | 0–3    | Volei Renata           | 22–25 | 21–25 | 16–25 |       |       | 59–75   | Relatório |
| 11 set | 18:00 | Vôlei Guarulhos        | 3–0    | Climed/Atibaia         | 25–13 | 25–14 | 25–20 |       |       | 75–47   | Relatório |
| 11 set | 19:00 | Vôlei Futuro/Araçatuba | 1–3    | Suzano Esporte Clube   | 17–25 | 21–25 | 30–28 | 23–25 |       | 91–103  | Relatório |
| 17 set | 17:00 | Volei Renata           | 3–1    | Sesi São Paulo         | 25–13 | 25–17 | 23–25 | 25–20 |       | 98–75   | Relatório |
| 17 set | 18:00 | Farma Conde São José   | 3–1    | Vôlei Guarulhos        | 25–23 | 23–25 | 25–21 | 25–20 |       | 98–89   | Relatório |
| 17 set | 19:00 | Suzano Esporte Clube   | 3–0    | Iacanga/RH Fitness     | 25–17 | 25–18 | 25–14 |       |       | 75–49   | Relatório |
| 22 set | 18:00 | Farma Conde São José   | 3–1    | Suzano Esporte Clube   | 22–25 | 25–15 | 25–20 | 25–13 |       | 97–73   | Relatório |
| 22 set | 19:30 | Iacanga/RH Fitness     | 1–3    | Vôlei Futuro/Araçatuba | 20–25 | 25–21 | 19–25 | 15–25 |       | 79–96   | Relatório |
| 24 set | 18:00 | Sesi São Paulo         | 3–0    | Suzano Esporte Clube   | 28–26 | 25–19 | 28–26 |       |       | 81–71   | Relatório |
| 24 set | 19:00 | Vôlei Guarulhos        | 0–3    | Volei Renata           | 21–25 | 25–27 | 19–25 |       |       | 65–77   | Relatório |
| 25 set | 18:00 | Farma Conde São José   | 3–0    | Climed/Atibaia         | 27–25 | 25–21 | 25–22 |       |       | 77–68   | Relatório |
| 27 set | 18:00 | Climed/Atibaia         | 3–2    | Vôlei Futuro/Araçatuba | 22–25 | 25–19 | 20–25 | 30–28 | 15–10 | 112–107 | Relatório |
| 1 out  | 18:00 | Climed/Atibaia         | 3–1    | Iacanga/RH Fitness     | 25–12 | 25–20 | 22–25 | 25–17 |       | 97–74   | Relatório |
| 1 out  | 19:00 | Suzano Esporte Clube   | 1–3    | Vôlei Guarulhos        | 25–27 | 22–25 | 25–23 | 23–25 |       | 95–100  | Relatório |
| 1 out  | 19:00 | Volei Renata           | 3–1    | Farma Conde São José   | 25–19 | 22–25 | 25–18 | 25–20 |       | 97–82   | Relatório |
| 1 out  | 21:30 | Vôlei Futuro/Araçatuba | 0–3    | Sesi São Paulo         | 28–30 | 22–25 | 18–25 |       |       | 68–80   | Relatório |

## Fase final
A segunda fase é jogada pelas quatro equipes classificadas, sendo disputado em uma série de 2 jogos.
|  | Semi-Finais (Melhor-de-2 com Set de ouro) 6 a 9 de outubro de 2021 | Semi-Finais (Melhor-de-2 com Set de ouro) 6 a 9 de outubro de 2021 | Semi-Finais (Melhor-de-2 com Set de ouro) 6 a 9 de outubro de 2021 | Semi-Finais (Melhor-de-2 com Set de ouro) 6 a 9 de outubro de 2021 | Semi-Finais (Melhor-de-2 com Set de ouro) 6 a 9 de outubro de 2021 |    |    | Final (Melhor-de-2 com Set de ouro) 13 a 18 de outubro de 2021 | Final (Melhor-de-2 com Set de ouro) 13 a 18 de outubro de 2021 | Final (Melhor-de-2 com Set de ouro) 13 a 18 de outubro de 2021 |    |  |
|  |                                                                    |                                                                    |                                                                    |                                                                    |                                                                    |    |    |                                                                |                                                                |                                                                |    |  |
|  |                                                                    |                                                                    |                                                                    |                                                                    |                                                                    |    |    |                                                                |                                                                |                                                                |    |  |
|  | 1º                                                                 | Volei Renata                                                       | 1                                                                  | 3                                                                  | 25                                                                 |    |    |                                                                |                                                                |                                                                |    |  |
|  | 4º                                                                 | Sesi São Paulo                                                     | 3                                                                  | 1                                                                  | 14                                                                 |    |    |                                                                |                                                                |                                                                |    |  |
|  |                                                                    |                                                                    |                                                                    |                                                                    |                                                                    |    | 1º | Volei Renata                                                   | 2                                                              | 3                                                              | 25 |  |
|  |                                                                    | 3º                                                                 | Vôlei Guarulhos                                                    | 3                                                                  | 0                                                                  | 17 |    |                                                                |                                                                |                                                                |    |  |
|  | 2º                                                                 | Farma Conde São José                                               | 1                                                                  | 2                                                                  | -                                                                  |    |    |                                                                |                                                                |                                                                |    |  |
|  | 3º                                                                 | Vôlei Guarulhos                                                    | 3                                                                  | 3                                                                  | -                                                                  |    |    |                                                                |                                                                |                                                                |    |  |

### Semifinais
Grupo B
| Data       | Hora  |                | Placar |                | Set 1 | Set 2 | Set 3 | Set 4 | Set 5 | Total   | Relatório |
| ---------- | ----- | -------------- | ------ | -------------- | ----- | ----- | ----- | ----- | ----- | ------- | --------- |
| 6 out      | 19:00 | Sesi São Paulo | 3–1    | Volei Renata   | 29–27 | 25–20 | 36–38 | 25–21 |       | 115–106 | Relatório |
| 9 out      | 19:00 | Volei Renata   | 3–1    | Sesi São Paulo | 17–25 | 25–16 | 25–22 | 25–21 |       | 92–84   | Relatório |
| Golden set | ->    | Volei Renata   | 1–0    | Sesi São Paulo | 25–14 | –     | –     |       |       | 25–14   | Relatório |

Grupo C
| Data  | Hora  |                      | Placar |                      | Set 1 | Set 2 | Set 3 | Set 4 | Set 5 | Total   | Relatório |
| ----- | ----- | -------------------- | ------ | -------------------- | ----- | ----- | ----- | ----- | ----- | ------- | --------- |
| 5 out | 19:00 | Vôlei Guarulhos      | 3–1    | Farma Conde São José | 25–18 | 13–25 | 25–21 | 25–22 |       | 88–86   | Relatório |
| 8 out | 19:00 | Farma Conde São José | 2–3    | Vôlei Guarulhos      | 25–20 | 21–25 | 21–25 | 25–21 | 14–16 | 106–107 | Relatório |

### Final
Grupo D
| Data       | Hora  |                 | Placar |                 | Set 1 | Set 2 | Set 3 | Set 4 | Set 5 | Total   | Relatório |
| ---------- | ----- | --------------- | ------ | --------------- | ----- | ----- | ----- | ----- | ----- | ------- | --------- |
| 13 out     | 21:30 | Vôlei Guarulhos | 3–2    | Volei Renata    | 38–36 | 20–25 | 20–25 | 25–21 | 15–10 | 118–117 | Relatório |
| 18 out     | 19:00 | Volei Renata    | 3–0    | Vôlei Guarulhos | 25–21 | 25–19 | 25–19 |       |       | 75–59   | Relatório |
| Golden set | ->    | Volei Renata    | 1–0    | Vôlei Guarulhos | 25–17 | –     | –     |       |       | 25–17   | Relatório |

## Premiação
| Campeonato Paulista de Voleibol Masculino de 2021 |
| ------------------------------------------------- |
| Volei Renata Campeão (2.º título)                 |